# Mihai Bravu, Tulcea
Mihai Bravu (în trecut Satu Nou) este satul de reședință al comunei cu același nume din județul Tulcea, Dobrogea, România. Se află în partea centrală a județului. Localitatea este așezată nu departe de râul Taița. În vechile hărți și documente din perioada medievală o regăsim sub denumirea de Camber. Prima atestare documentară a acestei localități datează din secolul al XVI-lea.

## Personalități născute
- Anastasia Kostova - cântăreț bulgară